# Pergaminho

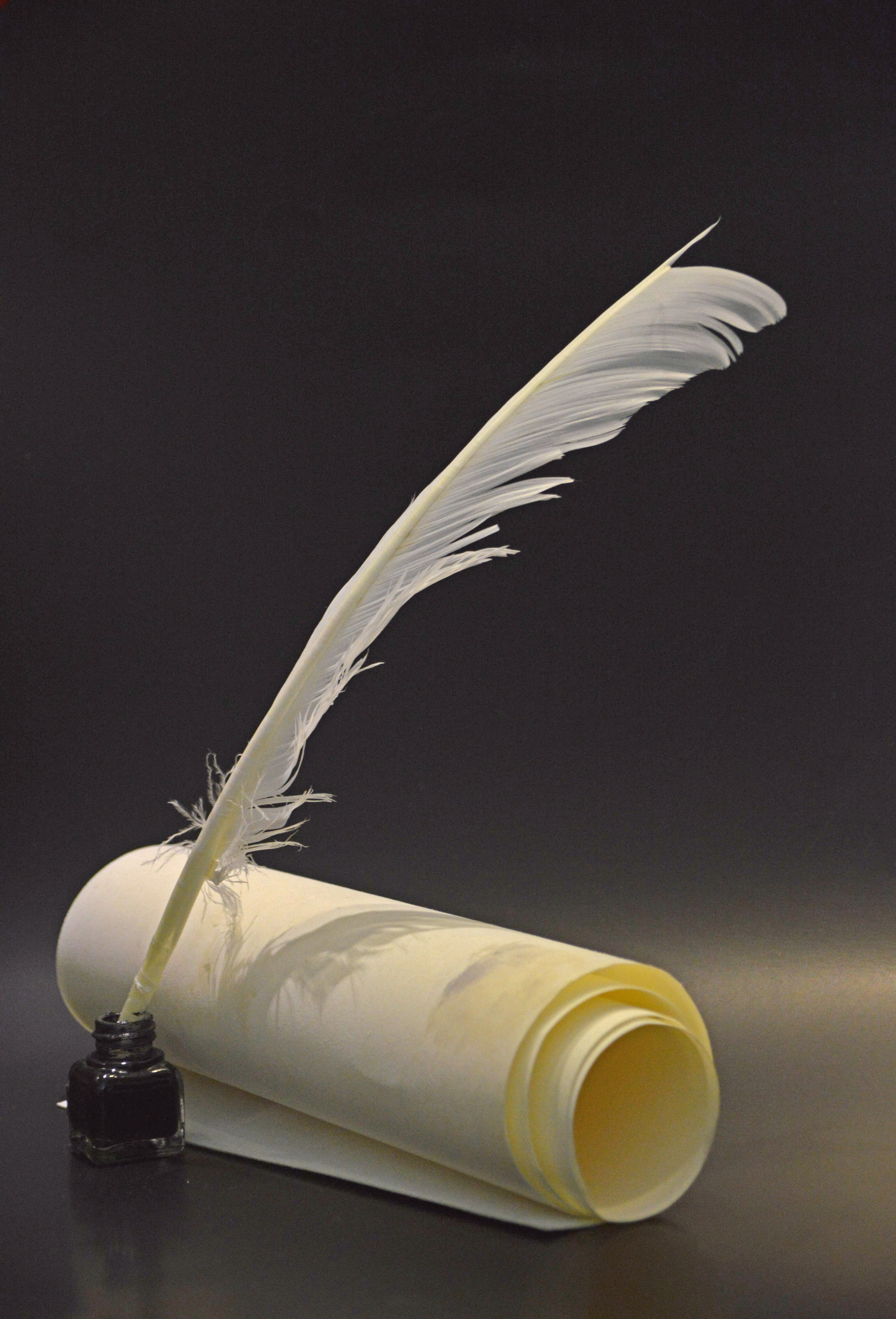
Pergaminho com pena e tinta.

Pergaminho (do grego pergaméne e do latim pergamina ou pergamena), é uma pele de animal, geralmente de cabra, carneiro, cordeiro ou ovelha, preparada para nela se escrever. Designa ainda um suporte de inscrição de palavras materializada pela escrita. O seu nome lembra o da cidade grega de Pérgamo, na Ásia Menor, onde se acredita possa ter se originado ou distribuído. Quando feitos de peles delicadas de bezerros ou cordeiros, eram chamados de velino. Estas peles davam um material de escrita fino, macio e claro, usado para documentos e obras importantes.
Esse importante suporte da escrita também foi largamente utilizado na antiguidade ocidental, em especial na Idade Média, até a descoberta e consequente difusão do papel, uma invenção dos chineses. Nos mosteiros cristãos eram mantidas bibliotecas de pergaminhos, onde monges letrados no período se dedicavam à cópia de manuscritos antigos, devendo-se a essa atividade monástica a sobrevivência e divulgação dos textos clássicos da cultura grega e latina no Ocidente, principalmente à época do Império Bizantino.
Na atualidade o pergaminho é utilizado, sim, para a confecção de diplomas universitários, títulos e letras do Tesouro Nacional por ser considerado um material difícil de ser falsificado, graças às nuances naturais e à sua grande durabilidade. Se antigamente essa matéria-prima era distribuída apenas por muitas empresas da Europa, hoje na Região Nordeste do Brasil converteu-se em expressiva fonte de renda, auxiliando a economia local.[carece de fontes?]

## Etimologia e origem

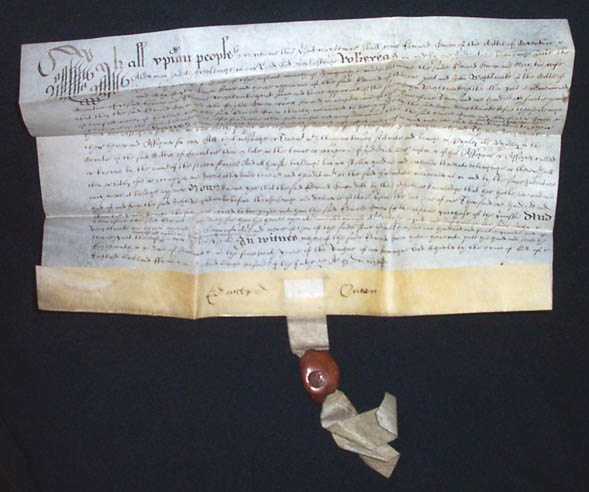
Velino de 1638.

A palavra é derivada do nome koinē da cidade grega de Pérgamo, na Anatólia, onde o pergaminho foi supostamente desenvolvido por volta do século II aC, provavelmente como um substituto para o papiro, que então estava se tornando mais escasso. As peles de animais exigem mais mão-de-obra para serem processadas manualmente do que os papiros de origem vegetal (e, portanto, eram provavelmente mais caras). No entanto, além de estar mais facilmente disponível, o pergaminho provavelmente também tinha várias vantagens práticas sobre o papiro, incluindo uma superfície de escrita mais lisa. Também teria sido mais durável se fosse razoavelmente conservado e teria sido mais resistente ao manuseio incorreto ocasional.

## História

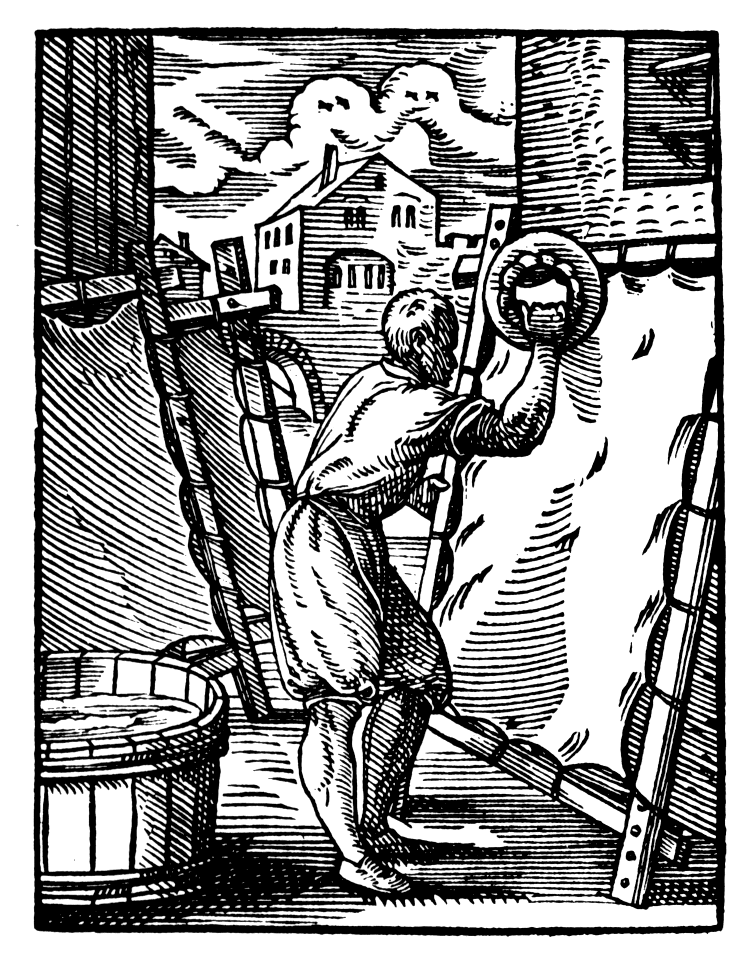
Pergaminho alemão, 1568

A história do pergaminho é indissociável da palavra escrita, uma vez que descendeu das tabletes de argila. Um uso subsidiário foi encontrado por cientistas, principalmente Thomas Graham, que empregou pergaminhos para a separação de soluções aquosas que chamou de diálise; a este respeito, o pergaminho é considerado semelhante a tripas de salsicha feitas de intestinos.
A palavra pergaminho evoluiu (através do latim pergamenum e do francês parchemin), seguindo o nome da cidade de Pérgamo, que foi um próspero centro de produção de pergaminhos durante o período helenístico. A cidade dominou tanto o comércio que mais tarde surgiu uma lenda que dizia que o pergaminho havia sido inventado em Pérgamo para substituir o uso do papiro que havia sido monopolizado pela cidade rival de Alexandria. Este relato, originado nos escritos de Plínio, o Velho (História Natural, Livro XII, 69-70), é falso porque o pergaminho já era usado na Anatólia e em outros lugares muito antes da ascensão de Pérgamo.
O historiador Heródoto menciona a escrita em peles como comum em sua época, o século V aC; e em suas Histórias (v.58) ele afirma que os jônicos da Ásia Menor estavam acostumados a dar o nome de peles (diphtherai) aos livros; esta palavra foi adaptada pelos judeus helenizados para descrever rolos de pergaminhos.

## Pergaminhos famosos
- Lista de manuscritos
- Codex Alexandrinus
- Codex Gigas
- Códice de Leningrado
- Codex Sinaiticus
- Codex Vaticanus
- Evangelho de Judas
- Primeiro Livro de Enoque
- Pergaminhos do Mar Morto
- Texto Massorético
- Septuaginta